# Кампензе, Альберто
Альберто Кампензе (Campense[уточнить]; 1490—1542) — нидерландский писатель.
Родом из Нидерландов, переселился в Италию со своим другом, впоследствии ставшим папой римским под именем Адриана VI, при дворе которого он и жил.
Кампензе хотя и не был сам в России, но может быть отнесён к числу писателей о России. Из рассказов своего отца, брата и других торговавших с Московией купцов он собрал сведения об этой стране и, воспользовавшись ими, обратился с письмом к папе Клименту VII, в котором постарался убедить его в необходимости содействовать объединению церквей. Письмо Кампензе, хранящееся в Ватиканском архиве, публиковались уже не один раз под заглавием «Lettera d’Alberto Campense» (Венеция, 1543 и др.), а также вошли во II-ой том сборника Ramusio, «Raccolta de viaggi». Русский перевод его был напечатан в I т. издававшейся В. Семёновым «Библиотеки иностранных писателей о России» (СПб., 1836).